# Eugène Grisot
Eugène Grisot (n. 19 decembrie 1866, Paris, Franța – d. 2 mai 1936, Paris, Franța) a fost un arcaș ce a reprezentat Franța, medaliat olimpic. A participat la 2 ediții ale Jocurilor Olimpice (1908, 1920) în care a câștigat o medalie de aur, două medalii de argint și o medalie de bronz.